# Cardepia ghigii
Cardepia ghigii là một loài bướm đêm trong họ Noctuidae.